# 迈阿密 (亚利桑那州)
迈阿密（英文：Miami），是美国亚利桑那州希拉县下属的一座城市。面积约为0.88平方英里（约合2.3平方公里）。根据2010年美国人口普查，该市有人口1,837人，人口密度为2,085.80/平方英里。在建制上，该市属于“Town”。